# Абсентеїзм
Абсентеїзм (від лат. absentia — відсутність) — ухилення від участі у виборах, зборах тощо. Одна з форм свідомого бойкотування виборцями виборів, відмова від участі в них; пасивний протест населення проти існуючої форми правління, політичного режиму, прояв байдужості до виконання людиною своїх прав та обов'язків.
Абсентеїзм — загальна кількість втрачених робочих днів (або годин) або частота випадків відсутності на роботі.
В широкому значенні абсентеїзм можна розуміти як факт байдужого ставлення населення до політичного життя, обивательське уявлення окремих людей про те, що від них в політиці нічого не залежить. Абсентеїзм присутній в будь-якому суспільстві розвиненому чи не розвиненому, в демократичному чи тоталітарному. Його причини різноманітні: відсутність віри громадян в ефективність політичних інститутів, відсутність політичної культури, боротьба за ситуативне задовільнення інтересів та ін.
Законодавством ряду держав передбачені певні санкції за неучасть у виборах:
- в Аргентині особа, яка не брала участі у виборах, втрачає право перебувати на державній службі протягом трьох років;
- у Бельгії, залежно від кількості проігнорованих виборів, передбачені різні за розмірами штрафи;

Деякі держави виходять із ситуації, зумовленої абсентеїзмом, визнаючи вибори навіть якщо в них взяло участь менше половини зареєстрованих виборців.
Також термін абсентеїзм часом вживається в разі ухиляння від участі в інших зборах та голосуваннях окрім політичних, наприклад уникнення засідань певних установ, акціонерних товариств тощо. Причини в цілому аналогічні політичному абсентеїзмові.